# Hozjusz z Kordoby
Hozjusz z Kordoby, łac. Osius Cordubensis (ur. ok. 256, zm. ok. 359 w Sirmium lub w Hiszpanii). W 295 r. został biskupem Kordoby w południowej Hiszpanii. Utrzymywał kontakty z cesarzem Konstantynem. Uczestniczył w synodzie w Elwirze (ok. 300, okolice dzisiejszej Grenady). 
Jeden z obrońców ortodoksji we wczesnych etapach kontrowersji ariańskiej. Przewodniczył soborowi nicejskiemu (325) oraz synodowi w Serdice (dzisiejsza Sofia, 343).
Czczony jako Hozjusz Wyznawca w Kościołach prawosławnych.